# Дес (мини-сериал)
«Дес» (англ. Des) — британский трёхсерийный мини-сериал телекомпании ITV, сюжет которого основан на деле шотландского серийного убийцы Денниса Нильсена, арестованного в 1983 году после обнаружения человеческих останков в его канализации. Сценарий сериала основан на книге «Killing for Company». Премьера состоялась 14 сентября 2020 года. Главную роль исполнил Дэвид Теннант.

## В ролях
- Дэвид Теннант — серийный убийца Деннис «Дес» Нильсен
- Дэниэл Мейс — старший инспектор Питер Джей
- Джейсон Уоткинс — Брайан Мастерс[англ.]
- Рон Кук[англ.] — подполковник Джефф Чемберс
- Бэрри Уорд[англ.] — инспектор Стив Маккаскер
- Бен Бейли Смит[англ.] — констебль Брайан Лодж
- Росс Андерсон — Дуглас Стюарт, одна из жертв покушения на убийство
- Лори Кинастон — Карл Стоттор, одна из жертв покушения на убийство
- Джейми Паркер — Аллан Грин[англ.], адвокат обвинения
- Пип Торренс — Айван Лоуренс[англ.], адвокат защиты
- Кен Бонс[англ.] — Дэвид Крум-Джонсон[англ.], судья
- Шанель Крессвелл — Лесли Мид

| № | Название               | Режиссёр      | Сценарий    | Премьера          | Зрители (UK) (миллионы) |
| - | ---------------------- | ------------- | ----------- | ----------------- | ----------------------- |
| 1 | «Episode 1» «Эпизод 1» | Льюис Арнольд | Люк Нил     | сентябрь 14, 2020 | 11.95                   |
| 2 | «Episode 2» «Эпизод 2» | Льюис Арнольд | Люк Нил     | сентябрь 15, 2020 | 10.70                   |
| 3 | «Episode 3» «Эпизод 3» | Льюис Арнольд | Келли Джонс | сентябрь 16, 2020 | 10.93                   |

## Производство
Съёмки сериала начались в ноябре 2019 года, на главную роль Денниса Нильсена был приглашён британский актёр Дэвид Теннант.
«Дес» — девятый проект в серии мини-сериалов телеканала ITV, посвящённых резонансным британским убийствам за последние два столетия. Ранее были выпущены: «Это личное: охота на йоркширского потрошителя» (2000), «Гарольд Шипман: Доктор Смерть» (2002), «А — значит кислота» (2002), «Невесты в ванне» (2003), «Не вижу зла: Убийства на болотах» (2006), «Подходящий взрослый» (2011), «Тёмный ангел» (2016), «На виду» (2016). В 2021 году состоялась премьера следующего проекта серии — «Убийства в Пембрукшире».

## Отзывы и оценки
Количество зрителей премьерного эпизода сериала на телеканале ITV составило 5,4 миллиона человек — эталон, ранее достигнутый «Очистка» (2019). На пике аудитория сериала составляла 5,9 миллиона человек — почти треть всех зрителей телеканала смотрели его во время трансляции в прямом эфире.
Сериал был хорошо принят критиками и описан как «тонко созданная драма, демонстрирующая безжалостно мрачную реальность чудовищного нарцисса». Роль Теннанта была названа «одной из лучших в его и так безупречной карьере».
По данным сайта-агрегатора Rotten Tomatoes, рейтинг сериала составляет 90%. Согласно единодушному мнению критиков сайта, «Дес — это остроумно написанная, достаточно жуткая криминальная драма, основанная на леденящей душу актёрской игре Дэвида Теннанта».

## Примечание
1. 1 2 3 4 5 6  ITV commissions three part drama, Des - with David Tennant as Dennis Nilsen. ITV Press Center (22 ноября 2019). Дата обращения: 23 января 2020. Архивировано 3 декабря 2019 года.
2. ↑  David Tennant says TV drama Des 'does not celebrate' killer Dennis Nilsen. BBC News. Дата обращения: 14 сентября 2020. Архивировано 10 июня 2021 года.
3. ↑  David Tennant stars as Dennis Nilson in gripping first-look trailer for ITV drama Des. Radio Times. Дата обращения: 30 августа 2020. Архивировано 29 сентября 2020 года.
4. 1 2  Cremona, Patrick. When is Des on ITV? When David Tennant's true crime drama starts. Radio Times (11 сентября 2020). Дата обращения: 14 сентября 2020. Архивировано 29 октября 2020 года.
5. ↑  Wilson, Benji (2020-08-28). How David Tennant transformed himself into serial killer Dennis Nilsen. The Daily Telegraph. Архивировано 10 июня 2021. Дата обращения: 10 июня 2021.
6. ↑  Warner, Sam (15 сентября 2020). David Tennant's Des has broken a ratings record for ITV. Digital Spy. Архивировано 16 мая 2021. Дата обращения: 4 февраля 2021.
7. ↑  Mangan, Lucy (2020-09-14). Des review – David Tennant excels as a perfectly ordinary serial killer. The Guardian. Архивировано 25 июня 2021. Дата обращения: 10 июня 2021.
8. ↑  Ling, Thomas (2020-09-14). Des review: David Tennant is superb in ITV series with killer flaw. Radio Times. Дата обращения: 28 января 2021.
9. ↑  Des. Rotten Tomatoes. Дата обращения: 29 января 2021. Архивировано 29 марта 2021 года.